# 숀 건
숀 건(Sean Gunn, 1974년 5월 22일 ~ )은 미국의 배우이다.

## 작품 목록
- 가디언즈 오브 갤럭시 (영화) - 크래글린
- 가디언즈 오브 갤럭시 VOL. 2
- 어벤져스: 인피니티 워
- 어벤져스: 엔드게임
- 더 수어사이드 스쿼드 - 위즐 역
- 토르: 러브 앤 썬더
- 가디언즈 오브 갤럭시 홀리데이 스페셜
- 가디언즈 오브 갤럭시: Volume 3 - 그래글린 역
- 클로우스 비포어 미드나이트 - 해리슨